# Víctor de Braga
|  | Per a altres significats, vegeu «Sant Víctor». |

Víctor de Braga (Paços, prop de Braga, Portugal, últim quart del segle iii - Braga, ca. 308) fou un jove catecumen, màrtir sota el regnat de Dioclecià. És venerat com a sant per diverses confessions cristianes.

## Biografia
Les fonts sobre aquest sant màrtir són escasses, i les actes del seu martiri són compilades a breviaris antics de Braga, Èvora i Santiago de Compostel·la. Segona elles, Víctor era un jove catecúmen, que encara no havia estat batejat, que, en temps de Dioclecià, durant les persecucions que aquest havia ordenat contra els cristians, no va voler oferir sacrificis als déus pagans. En negar-s'hi i confessar la seva fe cristiana, va ésser detingut i torturat i, finalment, decapitat i batejat amb la seva mateixa sang.

## Veneració
Al lloc de la seva mort va ésser aixecat un temple, on se'n guardaven les relíquies, com testimonia la visita que en 1102 va fer-hi l'arquebisbe Diego Gelmírez. No obstant això, el 1590, l'arquebisbe Agustín de Castro va reconèixer el sepulcre i les relíquies ja no hi eren, sense que se sabés que se n'havia fet.